# Tour de Corrèze
El Tour de Corrèze fue una carrera ciclista francesa disputada en Corrèze de 1922 a 1967. Empezó siendo una carrera de un día y después se convirtió en carrera por etapas en 1961. A partir de 1962 fue carrera para amateurs.

## Palmarés
| Año       | Ganador               | Segundo             | Tercero                  |
| --------- | --------------------- | ------------------- | ------------------------ |
| 1922      | Samuel Tequi          | Alexandre Chauviere | Henri Gauban             |
| 1923      | Victor Fontan         | Joseph Massal       | Arthur Wezemael          |
| 1924      | Samuel Tequi          | Joseph Maurel       | Louis Verrieres          |
| 1925      | Paul Fontanel         | Joseph Maurel       | Luigi Vertematti         |
| 1926      | Paul Fontanel         | J. Thevenet         | Onésime Boucheron        |
| 1927      | Raphael Calmette      | Marcel Maurel       | Jean Roturier            |
| 1928      | Lucien Deloffre       | Roger Parioleau     | Jean Mouveroux           |
| 1929      | Pierre Magne          | Antonin Magne       | Charles Fleury           |
| 1930      | Victor Fontan         | Raphael Calmette    | Antoine Redon            |
| 1931      | Albert Gabard         | Robert Brugere      | Marcel Gobillot          |
| 1932      | Félicien Vervaecke    | Albert Gabard       | André Dumont             |
| 1933      | Louis Hardiquest      | Alfons Deloor       | Gabriel Hargues          |
| 1934      | Benoît Faure          | André Dumont        | Adrien Buttafocchi       |
| 1935      | Alfons Ghesquiere     | Michel Buyck        | Jean-Baptiste Intcegaray |
| 1936      | Henri Bergerioux      | André Dumont        | Hans Wrzeciono           |
| 1938      | Henri Bergerioux      | Albert van Schendel | Emiliano Álvarez         |
| 1939      | Robert Oubron         | Amédée Rolland      | Gabriel Dubois           |
| 1941      | Alphonse Antoine      | Antoine Giauna      | Giuseppe Martino         |
| 1945      | Gaston Grimbert       | Joseph Cassagne     | Georges Meunier          |
| 1946      | Giuseppe Tacca        | Eugène Galiussi     | Louis Otto               |
| 1947      | Alfred Macorig        | Léon Paolini        | Raoul Pouget             |
| 1948      | Lucien Lauk           | Robert Chapatte     | Raymond Guégan           |
| 1949      | Raphaël Géminiani     | Pierre Cogan        | Édouard Pamboukdjian     |
| 1950      | Paul Pineau           | Tino Sabbadini      | Fermo Camellini          |
| 1951      | Marcel Buysse         | Hervé Prouzet       | Lucien Lauk              |
| 1952      | Dominique Forlini     | Georges Meunier     | Armand Darnauguilhem     |
| 1953      | Yves Cohen            | Jacques Renaud      | André Dupré              |
| 1954      | Louis Bergaud         | Georges Gay         | Yves Cohen               |
| 1955      | Valentin Huot         | Pierre Ruby         | André Bernard            |
| 1956      | Pierre Nardi          | Pierre Beuffeuil    | Marcel Fernandez         |
| 1957      | André Dupré           | Pierre Pardoën      | Tino Sabbadini           |
| 1958      | Albert Dolhats        | Robert Desbats      | Elie Rascagneres         |
| 1959      | Gilbert Salvador      | Daniel Walryck      | André Cousinie           |
| 1960      | Élie Rascagnères      | Orphée Meneghini    | Raymond Battan           |
| 1961      | Pierre Ruby           | Jean Zolnowski      | Louis Bergaud            |
| 1962      | Henri Rabaute         | Robert Gibanel      | Jean Prat                |
| 1963      | Claude Vallée         | Jean Prat           | Hans Schmidiger          |
| 1964      | Jean Prat             | R.Chabaud           | Jean-Claude Roques       |
| 1965      | Francis Ducreux       | A.Peter             | Raymond Elena            |
| 1966      | Claude Perrotin       | Daniel Samy         | M.Leblanc                |
| 1967      | Paul Gutty            | M.Bidard            | Claude Perrotin          |
| 1968-1980 | No se disputó         | No se disputó       | No se disputó            |
| 1981      | Bernard Pineau        |                     |                          |
| 1982      | Dominique Delort      |                     |                          |
| 1983      | Dominique Delort      |                     |                          |
| 1984      | Loïc Le Flohic        |                     |                          |
| 1985      | Patrick Jérémie       | Luc Leblanc         |                          |
| 1986      | Luc Leblanc           |                     |                          |
| 1987      | Christian Levavasseur |                     |                          |
| 1988      | Denis Jusseau         |                     |                          |
| 1989      | Alain Cessat          | Christophe Deluche  | Michel Commergnat        |
| 1990      | Jean-Philippe Dojwa   |                     |                          |
| 1991      | Jérémy Lamy           |                     |                          |
| 1992      | Thierry Ferrer        |                     |                          |
| 1993      | Jean-Luc Masdupuy     | Gilles Bouvard      | Denis Leproux            |
| 1994      | Philippe Mauduit      |                     |                          |
| 1995      | Philippe Bordenave    | Pierrick Gillereau  | Roger                    |
| 1996      | David Millar          | Anthony Langella    | Philippe Mauduit         |
| 1997      | Benoît Luminet        | Carlo Ménéghetti    | Stéphane Boury           |
| 1998      | Olivier Trastour      | Alain Saillour      | Pascal Peyramaure        |
| 1999      | Noan Lelarge          | Pascal Pofilet      | Alexandre Botcharov      |
| 2000      | Franck Champeymont    | Gérald Marot        | Hugues Ané               |
| 2001      | Joona Laukka          | Stéphane Auroux     | Denis Leproux            |
| 2002      | Denis Leproux         | Guillaume Judas     | Olivier Martinez         |
| 2003      | Alain Saillour        | Maxime Armataffet   | Maxim Gourov             |
| 2004      | Simon Gerrans         | Samuel Le Gallais   | Jérôme Chevallier        |
| 2005      | Allan Oras            | David Pagnier       | Franck Brucci            |
| 2006      | Guillaume Lejeune     | Jérôme Coppel       | Freddy Ravaleu           |
| 2007      | Jérôme Chevallier     | Nicolas Inaudi      | Evgueni Sokolov          |